# フィリップ・フォン・ヘッセン＝ダルムシュタット
フィリップ・フォン・ヘッセン＝ダルムシュタット（ドイツ語: Philipp von Hessen-Darmstadt、1671年7月20日 ダルムシュタット - 1736年8月11日 ウィーン）は、ヘッセン＝ダルムシュタット方伯ルートヴィヒ6世の息子。神聖ローマ帝国の元帥、マントヴァ総督を務めた。

## 生涯
フィリップはヘッセン＝ダルムシュタット方伯ルートヴィヒ6世とその2人目の妻エリーザベト・ドロテア・フォン・ザクセン＝ゴータ＝アルテンブルクの三男として生まれた。
スペイン継承戦争でハプスブルク側の軍人として参戦、1708年に占領したナポリ王国における神聖ローマ帝国軍の元帥に任命された。戦後の1714年、オイゲン・フォン・ザヴォイエンの影響により元マントヴァ公国にあたる地域の総督になり、1736年に死去するまで務めた。
フィリップは音楽を愛した。ナポリで帝国軍を率いていたときはニコラ・ポルポラのパトロンであり、マントヴァ総督に任命された後はアントニオ・ヴィヴァルディを宮廷の合唱団団長に任命した。ヴィヴァルディはフィリップの結婚を祝ってティト・マンリオというオペラを書いた。

## 家族

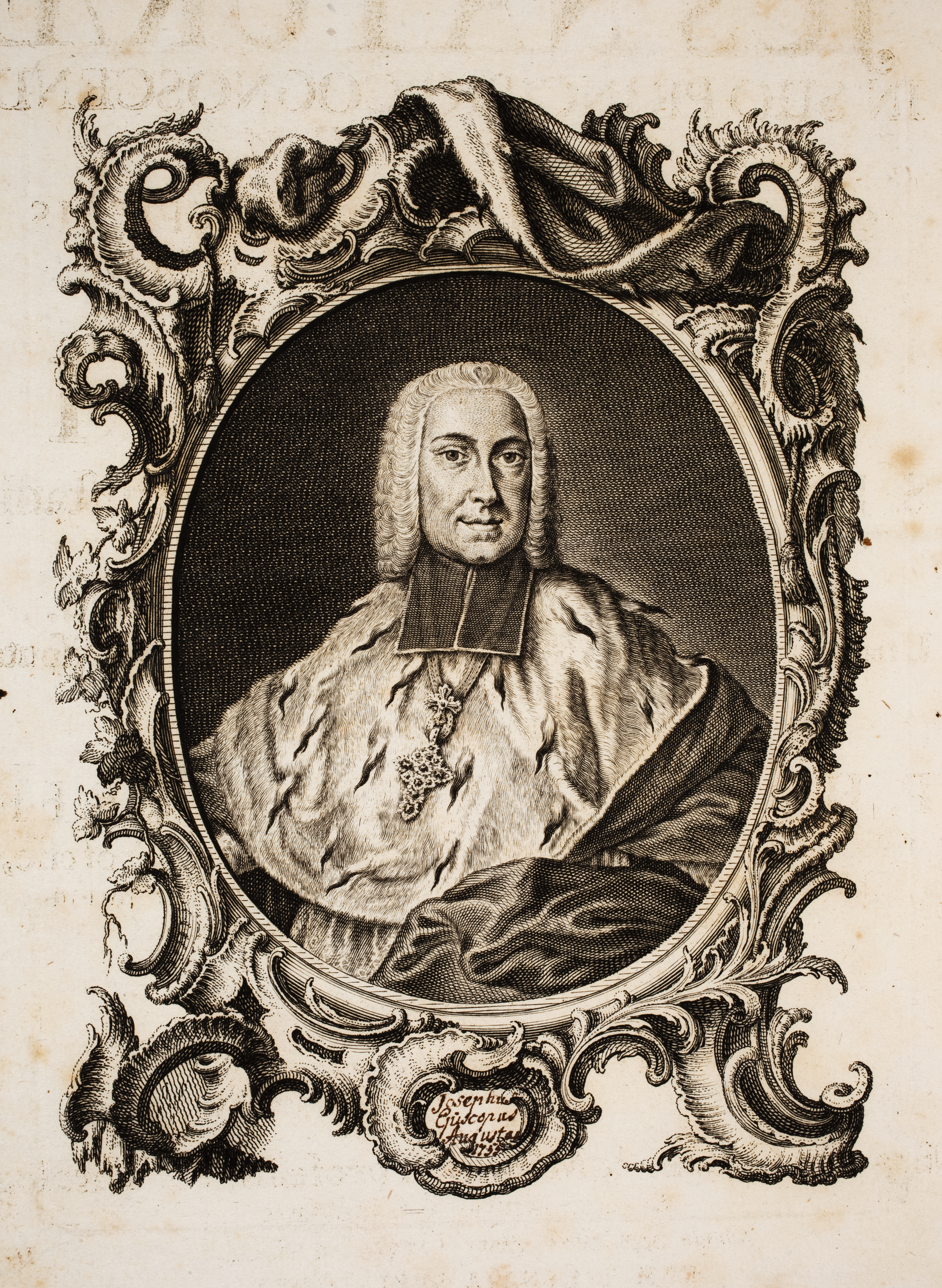
Joseph Ignaz Philipp von Hessen-Darmstadt, bishop of Augsburg, son of Philip marshal in Austria.

1693年3月24日、ブリュッセルでクロイ＝アーヴル公フェルディナン・フランソワ・ジョゼフの娘マリー＝テレーズ・ド・クロイ（Marie-Thérèse de Croÿ）と結婚した。この結婚により、フィリップは母の反対を押し切ってカトリックに改宗した。2人は5人の子女をもうけた。
- ヨーゼフ（英語版）（1699年 - 1768年） - アウクスブルク司教（英語版）
- ヴィルヘルム・ルートヴィヒ（1704年 - ?） - 夭折
- テーオドラ（1706年2月6日 - 1784年1月23日） - 1727年、グアスタッラ公（英語版）アントニオ・フェランテ・ゴンザーガ（英語版）と結婚。子女なし
- レオポルト（1708年 - 1764年） - 帝国元帥。1740年、モデナ出身のエンリケッタ・デステと結婚。子女なし
- カール（1710年） - 夭折

## 関連図書
- Andreas Räss: Die Convertiten seit der Reformation p. 467 ff.
- Alfred Arneth: Prinz Eugen von Savoyen, Wien, 1864.